# リオネル・シャルボニエ
リオネル・アンドレ・ミシェル・シャルボニエ（Lionel André Michel Charbonnier、1966年10月25日 - ）は、フランス・ポワチエ出身の元サッカー選手、サッカー指導者。現役時代のポジションはGK。元フランス代表。

## 経歴
1987年、AJオセールでプロデビューを果たすと、1995-96シーズンにはリーグ・アンとクープ・ドゥ・フランスの2冠達成を経験した。1997-98シーズン終了後にレンジャーズFCへと移籍し、2002年にスイスのFCローザンヌ・スポルトで現役から引退した。
フランス代表には1997年6月11日に行われたイタリア代表との親善試合で初キャップを刻み、1998 FIFAワールドカップに臨むフランス代表にも選出された。同大会でフランスは優勝を果たすが、シャルボニエには出場機会は訪れず、大会以降も代表からは遠かった。
現役引退後は、フランスの下部リーグやインドネシアを中心に指導者として活動し、2015年にコンゴ民主共和国のSMサンガ・バレンデ監督を退任してからは監督業から離れている。

## 代表歴

### 出場大会
- フランス代表
  - 1998 FIFAワールドカップ

### 試合数
- 国際Aマッチ 1試合 0得点（1997年）[3]

| フランス代表 | 国際Aマッチ | 国際Aマッチ |
| 年           | 出場        | 得点        |
| ------------ | ----------- | ----------- |
| 1997         | 1           | 0           |
| 通算         | 1           | 0           |

## タイトル

### クラブ
AJオセール
- リーグ・アン : 1回 (1995-96)
- クープ・ドゥ・フランス : 2回 (1993-94, 1995-96)

レンジャーズFC
- スコティッシュ・プレミアリーグ : 1回 (1998-99)

### 代表
フランス代表
- FIFAワールドカップ : 1回 (1998)